# ياواتاهاما (إهيمه)
ياواتاهاما (باليابانية: 八幡浜市 ياواتاهاما-شي) هي مدينة تتبع لمحافظة إهيمه في جزيرة شيكوكو، اليابان. يوجد في المدينة أكبر سوق للأسماك في جزيرة شيكوكو.
في 1 يناير 2009 بلغ التعداد السكاني 38979 نسمة، بكثافة سكانية 293 نسمة/كم مربع، موزعة على مساحة 132.96 كم مربع.

## تاريخ

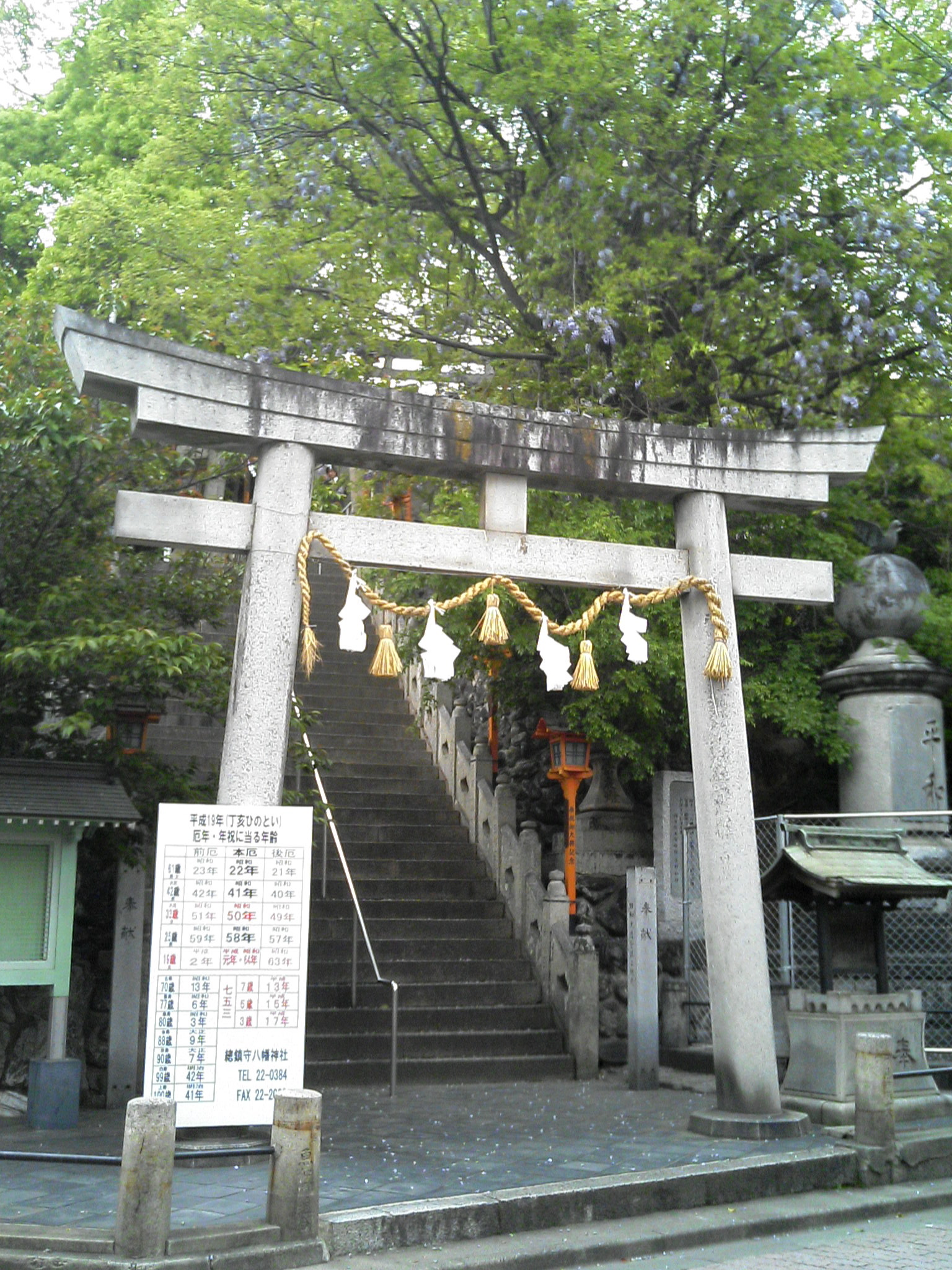
مدخل ضريح ياواتاهاما.

يعتقد أن اسم المدينة «ياواتاهاما» (八幡浜) جاء من وصول حطام مهرجان هاتشيمان (八幡) في ضريح هاتشيمان في أوسا، محافظة أويتا إلى شاطئ هذه المدينة.
في فترة ميجي كان يشار إلى مدينة ياواتاهاما على أنها مانشستر جزيرة شيكوكو بسبب التطور الصناعي السريع فيها، وكانت أول مدينة في شيكوكو ينار فيها التيار الكهربائي.

## أعلام المدينة
- نينوميا تشوهاتشي : رائد الطيران في اليابان.